# Zamek dwutaktowy

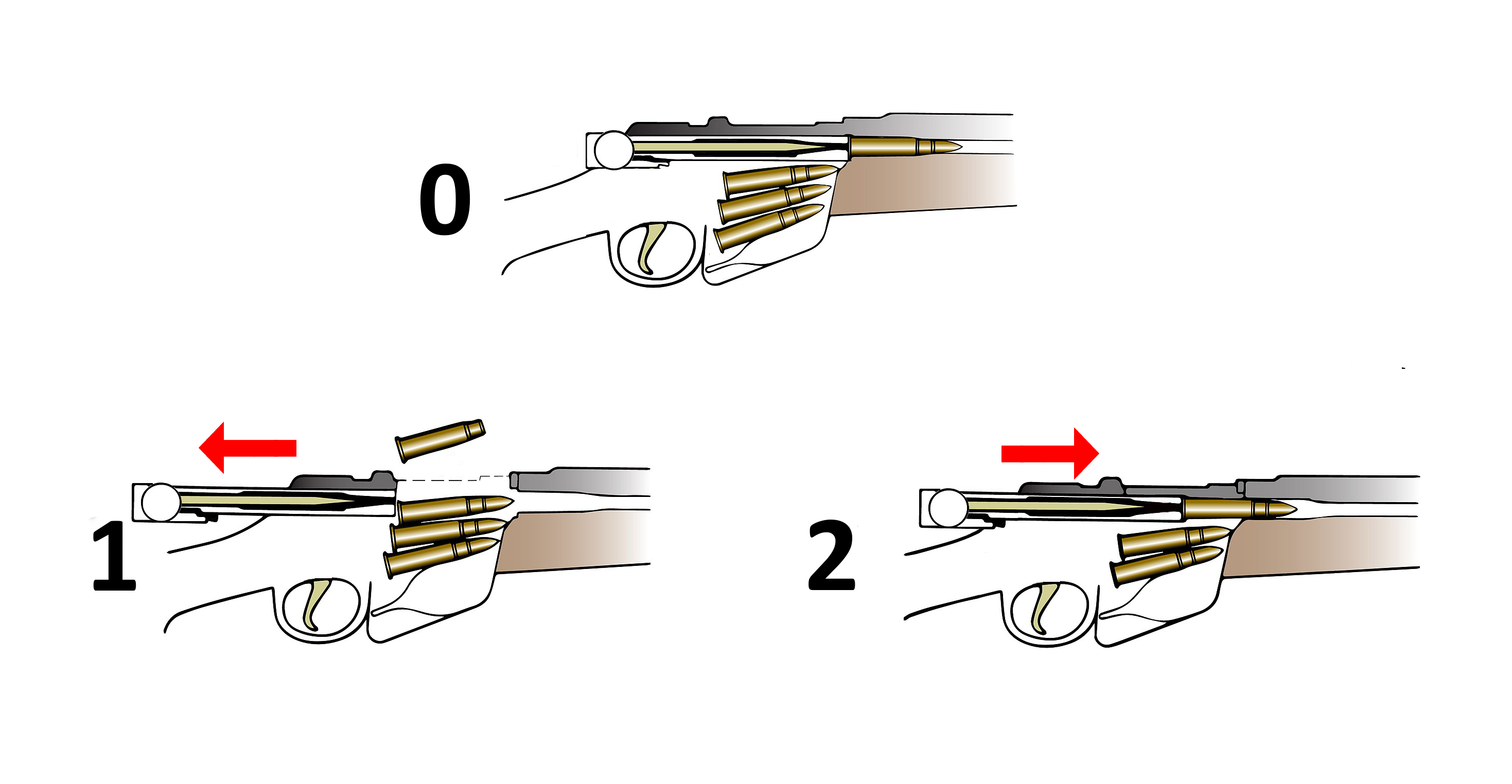
Schemat przeładowania zamka dwutaktowego:
0) karabin gotowy do strzału
1) ruch do tyłu
2) ruch do przodu

Zamek dwutaktowy – rodzaj zamka stosowanego w karabinach powtarzalnych i jednostrzałowych, w którym przy przeładowaniu strzelec musi wykonać dwa ruchy za pomocą manipulatora zamka (najczęściej rączką lub dźwignią).

## Charakterystyka
Zamek dwutaktowy w celu przeładowania wymaga od strzelca wykonania jedynie dwóch ruchów manipulatorem zamka, co teoretycznie zwiększa szybkostrzelność broni powtarzalnej względem popularniejszych zamków czterotaktowych, jednak kosztem bardziej skomplikowanej konstrukcji. W przypadku przeładowywania broni rączką zamkową, strzelec wykonuje następujące czynności:
1. ruch do tyłu – w pierwszej fazie następuje odryglowanie, a następnie usunięcie łuski z komory nabojowej
2. ruch do przodu – dosłanie następnego naboju do komory nabojowej i zaryglowanie

W broni przeładowywanej dźwignią strzelec analogicznie wykonuje ruch do dołu, a następnie do góry.

## Historia
Zamki dwutaktowe przeładowywane dźwignią (ang. lever-action), cieszyły się szczególną popularnością w II połowie XIX w. w Stanach Zjednoczonych, i związane były przede wszystkim z konstrukcjami: Christophera Spencera (Spencer Repeating Rifle), Tylera Henry’ego (Henry M1860) i Olivera Winchestera (Winchester M1866 i wiele innych). Zamki dwutaktowe przeładowywane rączką zamkową, spopularyzowane zostały pod koniec XIX w. przez Ferdinanda Mannlichera za sprawą serii jego karabinów przeznaczonych dla armii austro-węgierskiej (M1886, M1888, M1890, M1895). Innymi karabinami wykorzystującymi tego rodzaju zamki były kanadyjski Ross oraz szwajcarski Schmidt-Rubin.
Zaletą zamków dwutaktowych, było zapewnienie teoretycznie wyższej szybkostrzelności wobec zamków czterotaktowych (wykonanie o połowę mniej czynności przy przeładowaniu). Jednak wadą ich wielu wczesnych wersji była skomplikowana konstrukcja, podatność na zanieczyszczenia i zacięcia oraz konieczność użycia znacznej siły przy przeładowaniu. Cechy te sprawiły, iż poza kilkoma wyjątkami konstrukcje tego typu nie zdobyły szczególnej popularności jako broń wojskowa, ustępując prostszym zamkom czterotaktowym.
Obecnie firma Blaser produkuje karabiny powtarzalne z zamkiem dwutaktowym ryglowanym listwami sprężystymi, oraz firma Heym z zamkiem ryglowanym przez 6 kulek.